# ديف ماكلارين
ديف ماكلارين (بالإنجليزية: Dave MacLaren)‏ (12 يونيو 1934 في المملكة المتحدة - 6 ديسمبر 2016 في أستراليا) هو مدرب كرة قدم ولاعب كرة قدم بريطاني في مركز حراسة المرمى. لعب مع ليستر سيتي ونادي بليموث أرجايل ونادي دندي ونادي ساوثهامبتون ووولفرهامبتون واندررز.

## وصلات خارجية
- ديف ماكلارين على موقع قاعدة بيانات كرة القدم.إي يو (الإنجليزية)
- ديف ماكلارين على موقع عالم كرة القدم.نت (الإنجليزية)